# 빌로우 제로 (2021년 영화)
《빌로우제로》(스페인어: Bajocero)는 스페인에서 제작된 루이스 퀼레즈 감독의 2021년 영화이다.
넷플릭스는 서비스 한 달만에 4700만 계정이 이 영화를 시청하였다고 보고하였다.
뉴스 애그리게이터 웹사이트 로튼 토마토는 8개 리뷰를 기반으로 88%가 긍정적인 평가를 주었으며 평점은 5.90/10이다.

## 출연

### 주연
- 하비에르 구티에레즈 : 마르틴 역
- 카라 에레할데 : 미겔 역
- 루이스 칼레조 : 라미스 역

### 조연
- 파트릭 크리아도 : 나노 역
- 안드레스 게르트루딕스 : 골룸 역
- 이사크 페리즈 : 몬테시노스 역
- 미구엘 헬라베르트 - 파르도 역
- 알렉스 모네르 - 치노 역